# Rosi Braidotti
Rosi Braidotti (Latisana, Italië, 28 september 1954) is een Italiaanse filosoof en feministisch theoreticus. Ze is universiteitshoogleraar aan de Universiteit Utrecht en ging met emeritaat in 2022. Braidotti's werk is in meer dan 20 talen vertaald.

## Biografie
Vanaf haar zestiende woonde Braidotti in Australië, waardoor zowel het Italiaanse als het Australische burgerschap heeft. Ze groeide op in een tijd waarin steeds meer mensen het opnamen voor vrouwenrechten, wat waarschijnlijk invloed heeft gehad op haar denken. Ze studeerde filosofie aan de Australian National University in Canberra en ontving in 1977 de Universitaire Medaille in Filosofie en de Universitaire Tillyard-prijs. Ze behaalde in 1981 haar filosofie-graad aan de Sorbonne in Parijs. Sinds 1988 is Rosi Braidotti als docent verbonden aan de Universiteit Utrecht. In datzelfde jaar werd ze benoemd tot oprichtend professor van de leerstoelgroep Vrouwenstudies. In 1995 stichtte ze de Nederlandse onderzoekschool voor Vrouwenstudies, waar ze tot 2005 de positie van directeur innam.
Braidotti is een pionier op het gebied van Vrouwenstudies. Zo richtte ze het Thematische Netwerk voor vrouwenstudies (ATHENA) op en leidde dit tot 2005. Daarnaast was ze vanaf 2005 twee jaar lang een Leverhulme Trust Gast-Professor aan Birckbeck College in Londen, gaf ze in 2002 en 2003 college over Jean Monnet aan het European University Institute in Florence en was ze in 1994 lid van de School of Social Science van het Institute for Advanced Study aan Princeton. In de periode 2007-2016 was ze oprichtend directeur van het Centre for the Humanities bij de faculteit Geesteswetenschappen van de Universiteit Utrecht. Vervolgens had ze bij die faculteit een positie als universiteitshoogleraar.
Braidotti's publicaties kunnen over het algemeen geplaatst worden onder continentale filosofie, en gaan in op onderwerpen die vallen onder sociale en politieke theorie, culturele politiek, gender, feministische en etniciteitstheorie. De kern van haar werk bestaat uit vier gerelateerde monografieën over het ontstaan van hedendaagse subjectiviteit waarin vooral de nadruk wordt gelegd op verschillen binnen de geschiedenis van de Europese filosofie en de politieke theorie. Haar filosofische projecten onderzoeken hoe er positief gekeken kan worden naar verschillen.
Beïnvloed door filosofen als Gilles Deleuze en vooral door de Belgisch-Franse feministische filosoof Luce Irigaray heeft Rosi Braidotti het postmoderne feminisme de Informatie-Eeuw binnengeleid. Ze heeft een pionierspositie vervuld bij introduceren van het Europese perspectief in feministische filosofie en heeft veel invloed gehad op het feminisme van de derde golf.

### Internationale activiteiten (2011-heden)
- 2020: Bezoekend onderzoeksfellowship aan de Afdeling Media en Communicatie, Royal Melbourne Institute of echnology (RMIT).
- 2019-2022: Erebezoekersprofessor aan het Institute for Global Prosperity, University College London, VK.
- 2019-2021: Onderzoeksnetwerksubsidie van de Volkswagen Foundation "Het opzetten van een Regionaal Team Europa in het kader van het World Humanities Report", ondersteund door UNESCO en CIPSH (Conseil International Philosophie et Sciences Humaines). Met de universiteiten van Göttingen, Bologna, University College London en Belgrado.
- 2019: De Diane Middlebrook en Carl Djerassi Gastprofessoraat aan het Centre for Gender Studies van de Universiteit van Cambridge; Bezoekend geleerde aan St John's College, Cambridge.
- 2017: Leverde de Tanner-lezingen over menselijke waarden aan het Whitney Humanities Center, Yale University (1-3 maart 2017).
- 2015-2017: Aangesteld als lid van de kerngroep van het stuurgroep voor de Eerste Wereldconferentie van de Geesteswetenschappen, georganiseerd door CIPSH (Conseil International de la Philosophie et des Sciences Humaines), UNESCO en de Universiteit van Luik (België), 6-12 augustus 2017. Voorzitters van de conferentie: Prof. Chao Gejin (Beijing) en Prof. Robert Halleux (Universiteit van Luik).
- 2014: Verkozen tot lid van de Wetenschappelijke Raad van het Conseil National de la Recherche Scientifique in Frankrijk.
- 2012: Mellon Foundation Grant voor een internationaal samenwerkingsproject over: 'Religie en Politieke Binding', met de Universiteit van Portland, Oregon; de Universiteit van Arizona, van Tel Aviv, The Chinese University of Hong Kong en Duke University in de VS.
- 2011 - heden: Oprichtend lid van het European Consortium for Humanities Institutes and Centres ECHIC.

### Key notelezingen
- On Affirmation, op het Critical Thinking Program bij het Tenerife Espacio de las Artes Museum (TEA); de Island Council of Tenerife (Canarische eilanden, Spanje) en de departement sociologie aan de University of La Laguna, 16 September 2023.
- Posthuman Biopolitics, op de jaarlijke conferentie van de American Association for Italian Studies, op Texas Christian University, Fort Worth Texas (online), 18–20 mei 2023.
- Posthumanism and Education: Critical Perspectives, Conference keynote college, The Philosophy of Education Society of Australasia PESA Committee, (online), Sidney, 10 december 2022.
- On Posthuman Feminism, tijdens Meeting on Arts, op de 59e Venice Art Biennale The Milk of Dreams, Venetië, Italië. 7 juni 2022.
- Affirmative Ethics and Ways of Dying, op de (Im)materialities of Violence online Conference, Departement van moderne talen, University of Birmingham, Verenigd Koninkrijk, 25 november 2021 (online).
- Posthuman Feminism. Future of Feminism Workshop, The British Society for Phenomenology en de Universiteit van Tilburg (online), 24 november 2021.
- Corpi postumani. Op de conferentie Sguardi sulle Differenze: Memorie, Bussole, Cambiamenti. Laboratorio di Studi Femministi, Università La sapienza, Rome, Italië. 12 november 2021 (online).
- Posthuman Feminism: Sexuality Beyond Gender, op de Second Latinamerican Dialogue Polimorphisms II: The Posthuman. Georganiseerd door de International Psychoanalytic Association Committee Sexuality and Gender diversity en de Interdisciplinary Studies on Subjectivity Program, University of Buenos Aires, Argentinië (online), 4 juni 2021.
- The New Humanities, op het Arab Regional Forum on the Humanities, Recentering the Humanities. Georganiseerd door UNESCO en CIPSH, Beirut (online), 6-7 april 2021.
- La condizione postumana, GEMMA Gender Studies Programme, Universiteit van Bologna, Italië, 15 juni 2020 (online).
- Gender, Research, Europe: New Perspectives for Collaborative Work, tijdens de afsluitingsconferentie van het H2020 Project PLOTINA: Promoting Gender Balance and Inclusion in Research, Innovation and Training, Universiteit van Bologna, 27 januari 2020.
- Posthuman Subjectivity, op de After Agency conferentie, Adam Mickiewicz University, Poznan, Polen, 13 november 2019.
- The Critical Posthumanities, tijdens het vierde sumposium van Social and Cultural Studies op SoCuM: Posthuman? New Perspectives on Nature/Culture/Jenseits des Menschen? Posthumane Perspektiven auf Natur/Kultur, Johannes Gutenberg University Mainz, Duitsland, 19 september 2019.
- Affirmation and Critical Posthuman Theory, tijdens de 25e internationale conferentie van de Friedrich Nietzsche Society: Nietzsche and Humanity: (Anti-)Humanism, Posthumanism, Transhumanism, Universiteit Tilburg, Nederland, 14 september 2019.
- What Is the Human in the Humanities Today?, tijdens de conferentie Posthumanities in Asia: Theories and Practices, Kansei University, Osaka, Japan, 8 juni 2019.

## Publicaties (onvolledig)

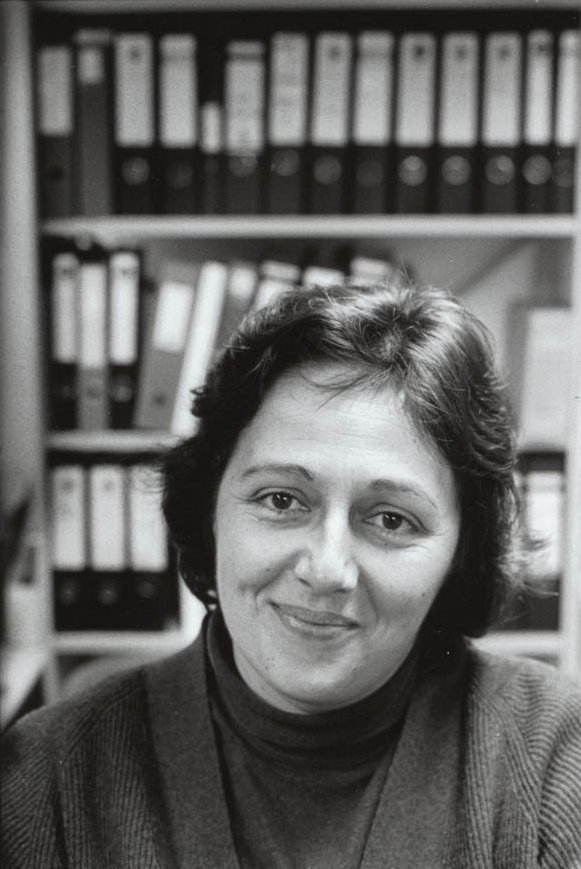
Braidotti in circa 1990

### Boeken
- 1991 Patterns of Dissonance: An Essay on Women in Contemporary French Philosophy, waarin de grondslag wordt gelegd voor ideeën die in de eropvolgende trilogie verder ontwikkeld worden.
- 1994 Nomadic Subjects: Embodiment and Difference in Contemporary Feminist Theory (Columbia University Press). Hier wordt de vraag geformuleerd in concretere termen: hoe kunnen verschillen tussen geslacht, etnische achtergrond en culturele afkomst worden begrepen?
- 2002 Metamorphoses: Towards a Materialist Theory of Becoming. Hierin worden niet alleen geslachtsverschillen geanalyseerd, maar ook het meer categorisch binair onderscheid tussen zelf en anderen.
- 2003 De terugkeer van grote verhalen.  's-Gravenhage : E-Quality.[2]
- 2004 Op doorreis: nomadisch denken in de 21ste eeuw. Amsterdam: Boom,
- 2006 Transpositions: On Nomadic Ethics. Hier onderzoekt Braidotti de verschillende ethische benaderingen van verschil en diversiteit. Ze concludeert dat politieke participatie, morele empathie en sociale samenhang slechts kunnen bestaan op basis van erkenning van gelijkheid.
- 2009 La philosophie, là oú on ne l'attend pas. Beschrijving met autobiografische aspecten van de context vanaf de jaren '70 waarin de filosofie van Braidotti tot stand is gekomen.
- 2011 Nomadic Subjects: Embodiment and Difference in Contemporary Feminist Theory. Een uitgebreidere en herziene versie van de eerste editie.
- 2012 Nomadic Theory: The Portable Rosi Braidotti (Columbia University Press). Voortbordurend op haar voorgaande werk Nomadic Subjects en in dialoog met de filosofie van Gilles Deleuze, Michel Foucault en Luce Irigaray biedt dit boek een introductie in de nomadische filosofie van Braidotti en een theoretisch kader voor de hedendaagse politieke en culturele context.
- 2013 The Posthuman. Dit boek biedt zowel een introductie op als een belangrijke bijdrage aan hedendaagse posthumanistische debatten. Digitaal Second Life, genetisch gemodificeerd voedsel, geavanceerde protheses, robotica, reproductietechnieken: het zijn allemaal aspecten van onze geglobaliseerde en door techniek gedreven samenlevingen. Het traditionele onderscheid tussen het menselijke en het niet-menselijke is daardoor vervaagd. Volgens Braidotti moet dit niet worden gezien als verlies van cognitieve en morele beheersing over onszelf, maar helpt de postmenselijke benadering ons juist om betekenis te geven aan onze flexibele en meervoudige identiteiten. Braidotti stelt dat de uitdaging van de postmenselijke conditie is om kansen te grijpen voor nieuwe vormen van sociale binding en communityvorming, terwijl we tegelijkertijd duurzaamheid en empowerment nastreven.
- 2017 Per Una Politica Affermativa. Milano: Mimesis/I Volti.
- 2017 Posthuman Knowledge. Cambridge, Polity Press.
- 2022 Posthuman Feminism. Cambridge, Polity Press.
- 2024 Il ricordo di un sogno. Una storia di radici e confini, Rizzoli.

### Edited volumes
- "Des organes sans corps". Les cahiers du GRIF. 1987, 36 (1): 7-22. doi:10.3406/grif.1987.1735.
- "Women's studies at the university of Utrecht". Women's Studies International Forum. 1993, 16 (4), 311-324. doi:10.1016/0277-5395(93)90020-a.
- Een beeld van een vrouw. De visualisering van het vrouwelijke in een postmoderne cultuur, Kampen: Kok Agora, 1993, pp. 188.
- Poste restante. Feministische berichten aan het postmoderne. Kampen: Kok Agora, 1994, pp. 157.
- (Ed. met Suzette Haaksma), Ik denk dus zij is; De vrouwelijke intellectueel in literair en historisch perspectief, Kampen: Kok Agora, 1994, pp. 199.
- (Ed. met Nina Lykke) Between Monsters, Goddesses and Cyborgs. Feminist Confrontations With Science, Medicine and Cyberspace. London: Zed Books, 1996, pp. 260.
- (Ed. met Gloria Wekker) Praten in het donker. Multiculturalisme en anti-racisme in feministisch perspectief. Kampen: Kok Agora, 1996, pp. 170.
- (Ed. met Gabriele Griffin) Thinking Differently: a Reader in European Women's Studies, London / New York: Zed Books, 2002, pp. 405.
- (Ed. met Charles Esche en Maria Hlavajova) Citizens and Subjects: The Netherlands, for example, Critical Reader/Catalogue for the Dutch Pavilion at the Biennale in Venice, 2007 Utrecht: BAK and Zurich: JRP, pp. 334.
- (Ed. met Claire Colebrook en Patrick Hanafin) Deleuze and Law. Forensic Futures. London: Palgrave Macmillan, 2009, pp. 212.
- (Ed. met Claire Colebrook) speciale editie van Australian Feminist Studies: "Feminist Timelines", Routledge, Volume 24, Issue 59, 2009, pp. 142.
- The History of Continental Philosophy, Volume 7, Durham: Acumen, 2010, pp. 398.
- (Ed. met Patrick Hanafin en Bolette Blaagaard) After Cosmopolitanism, New York: Routledge, 2012, pp. 188.
- (Ed. met Patricia Pisters) Revisiting Normativity with Deleuze. London en New York: Continuum, 2012, pp. 238.
- (Ed. met Rick Dolphijn) This Deleuzian Century. Leiden: Brill, 2015.
- (Ed. met Paul Gilroy) Conflicting Humanities. London: Bloomsbury, 2016.
- (Ed. met Rick Dolphijn) Philosophy After Nature. London and New York: Rowman & Littlefield, 2017.
- (Ed. met Maria Hlavajova) The Posthuman Glossary. London: Bloomsbury Publishing, 2018.
- (Ed. met Vivienne Bozalek, Tamara Shefer en Michalinos Zembylas). Socially Just Pedagogies. Posthumanist, feminist and materialist perspectives in higher education. London en Oxford: Bloomsbury Academic, 2018.
- (Ed. met Cecilia Åsberg) A Feminist Companion to the Posthumanities. New York: Springer, 2018.
- (Ed. met Simone Bignall) Posthuman Ecologies: Complexity and Process after Deleuze. New York en London: Rowman & Littlefield, 2019.
- (Ed. met Matthew Fuller) “Transversal Posthumanities” Special issue vanTheory, Culture & Society, vol. 36, no. 6, november 2019.
- (Ed. met Rick Dolphijn) Deleuze and Guattari and Fascism. Edinburgh: Edinburgh University Press, 2022.
- (Ed. met Emily Jones en Goda Klumbyte) More Posthuman Glossary. London and New York: Bloomsbury Academic, 2022.
- (Ed. met Hiltraud Casper-Hehne, Marjan Ivkoviç en Daan Oostveen) The Edinburgh Companion to the New European Humanities. Edinburgh University Press, 2024.

## Onderscheidingen
Braidotti heeft voor haar filosofische werk meerdere onderscheidingen gekregen.
- Op 3 maart 2005 werd zij geëerd met de titel Ridder in de Orde van de Nederlandse Leeuw, die zij kreeg van Koningin Beatrix.
- In augustus 2006 ontving zij de Universitaire Gouden Medaille van de Universiteit van Łódź in Polen voor haar bijdrage aan Europese Vrouwen Studies.
- In mei 2007 werd haar een eregraad in Filosofie van de Universiteit van Helsinki toegekend, vanwege haar bijdrage aan de feministische theorie.
- In 2009 werd zij benoemd tot Honorary Fellow of the Australian Academy of the Humanities (FAHA).
- In 2010 ontving zij de Erasmusprijs van de Stichting Praemium Erasmianum voor het opzetten van een Erasmusnetwerk voor vergelijkende vrouwenstudies NOISE in 1989 en het Europese netwerk ATHENA in 1997.
- In 2013 kreeg zij een eredoctoraat in de filosofie ('Philosophiae Doctrix Honoris Causa') van de Universiteit van Linköping in Zweden.
- Sinds 2014 is ze lid van Academia Europaea (AE) binnen het onderdeel 'Philosophy, Theology and Religious Studies'.[3]
- In 2022 ontving ze de Humboldt Research Award (von Humboldt Forschungspreis) voor Levenslange Verdiensten in onderzoek en onderwijs. Ze werd hierbij gesponsord door Hiltraud Casper-Hehne, de Alexander von Humboldt Foundation en de Universiteit van Göttingen.